# Nigerian Stock Exchange
Die Nigerian Stock Exchange (NSE) mit Sitz in der nigerianischen Stadt Lagos ist ein Wertpapierhandelsplatz in Afrika.

## Geschichte
Die nigerianische Börse wurde 1960 als Lagos Stock Exchange gegründet. Die Lagos Stock Exchange ist die älteste bestehende Börse in Westafrika.
Der Betrieb begann offiziell am 25. August 1961 mit 19 Wertpapieren, die zum Handel zugelassen waren. Die informellen Operationen hatten jedoch bereits im Juni 1961 begonnen. Die Operationen wurden zunächst innerhalb des Zentralbankgebäudes mit vier Firmen als Markthändlern durchgeführt. Das Volumen für August 1961 betrug etwa 80.500 £ und stieg im September desselben Jahres auf etwa 250.000 £, wobei der Großteil der Investitionen in Staatspapieren bestand. Im Dezember 1977 wurde sie als Nigerian Stock Exchange umbenannt, mit Niederlassungen in einigen der wichtigsten Handelsstädte des Landes. Am 10. März 2003 betrug die Marktkapitalisierung 875.200 Mrd. ₦. Dies entspricht etwa 5.027.000.000 €. Bereits am 9. März 2007 lag die Marktkapitalisierung bei etwa 15 Bn. ₦ (ca. 86.149.000.000 €). Am 26. Juli 2007 wurde mit der Guaranty Trust Bank plc die erste subsaharische Bank und erste nigerianische Aktiengesellschaft an der Londoner und deutschen Börse gelistet. Der Börsengang brachte $750.000.000 ein.
Im Jahr 2021 führte die NSE eine neue Markenidentität in der heutigen Nigerian Exchange Group ein, nach einer Demutualisierung und der Gründung der Holdinggesellschaft NGX Group plc.

## Indizes
Der primäre Aktienindex ist der NSE All-Share Index und umfasst 372 Aktiengesellschaften.  Weitere Indizes sind der NGX30 und der NGX50, die die 30 bzw. 50 größten Unternehmen in Bezug auf Marktkapitalisierung und Liquidität abbilden.

## Mitgliedschaften
Die Börse ist Mitglied in:
- der World Federation of Exchanges (WFE)
- ein Beobachter der Internationalen Organisation der Wertpapieraufsichtsbehörden (IOSCO)
- Gründungsmitglied der afrikanischen Börsenvereinigung (ASEA)
- Sustainable Stock Exchanges Initiative

## Handel
Die Börse verfügt über ein automatisiertes Handelssystem. Handelstage und Zeiten in Lagos sind Montag bis Freitag von 11:00 bis 13:00 Uhr. Courtagen schließen eine Kommission von 3 % auf den Gesamtwert von Anteilen und Wertpapieren, sowie 1 % SEC-Gebühren ein. Die Steuer auf Dividenden beträgt 10 %, Körperschaftsteuer liegt bei 35 % und die Kapitalertragsteuer wird mit 10 % berechnet.
Die Regierung hat ein Gesetz verabschiedet, das Auslandsinvestitionen fördern soll. Dies hat ausländischen Maklern ermöglicht, sich als Händler auf der nigerianischen Börse zu engagieren und ausländischen Kapitalanlegern das Investieren erleichtert. Dieses Gesetz ermöglichte es auch, dass nigerianische Firmen an Auslandsbörsen gelistet werden können.